# Rendez-vous à Broad Street
Cet article concerne le film. Pour l'album, voir Give My Regards to Broad Street.
Pour plus de détails, voir Fiche technique et Distribution.
Rendez-vous à Broad Street (Give My Regards to Broad Street) est un film britannique réalisé par Peter Webb, sorti en 1984.

## Synopsis
Paul McCartney part à la recherche des bandes de son dernier album qui lui ont été volées. Il a vingt-quatre heures pour les retrouver et empêcher sa maison de disques de faire faillite. Les bandes sont retrouvées; le voleur, qui s'est mis dans une situation compromettante et Paul se retrouvent et éclatent de rire. L'enquête est l'occasion de voir le musicien répéter avec son groupe.
L'argument est inspiré d'un fait réel survenu en 1973, alors que McCartney enregistrait l'album Band On The Run à Lagos (Nigéria) : son épouse et lui ont été agressés dans la rue, se voyant dérober les bandes magnétiques contenant les démos de l'album.
Broad Street se réfère à la gare de Broad Street à Londres, qui est filmée vers la fin.

## Chansons
Plusieurs chansons des Beatles se retrouvent dans le film, "Good Day Sunshine", "Yesterday", "Here, There and Everywhere", "For No One", "Eleanor Rigby" et "The Long and Winding Road". Et des musiciens de renom se sont assemblés pour la cause, à part Paul et Linda McCartney, on y entend donc Anne Dudley, George Martin, David Gilmour, Chris Spedding, Eric Stewart, John Paul Jones, Stuart Elliott, Ringo Starr, Jody Linscott, etc.

## Fiche technique
Sauf indication contraire, les informations mentionnées dans cette section peuvent être confirmées par la base de données cinématographiques IMDb,  présente dans la section « Liens externes ».
- Titre original : Give My Regards to Broad Street
- Titre français : Rendez-vous à Broad Street[2],[3]
- Réalisation : Peter Webb
- Scénario : Paul McCartney
- Directeur artistique : Adrian Smith
- Chef décorateur : Anthony Pratt
- Décorateur de plateau : Stephenie McMillan
- Costumes : Milena Canonero
- Maquillage : Sara Raeburn
- Photographie : Ian McMillan
- Montage : Peter Beston
- Musique : Paul McCartney
- Producteur : Andros Epaminondas
- Société(s) de production : MPL Communications, Twentieth Century Fox Film Corporation
- Société(s) de distribution :  Twentieth Century Fox Film Corporation,  Twentieth Century Fox
- Budget : 
  - 9 000 000 $ US[4]
- Pays de production :  Royaume-Uni
- Langue de tournage : anglais
- Format : couleur – 35 mm – 1,85:1 – Dolby
- Genre : drame, musique
- Durée : 108 minutes
- Dates de sortie : 
  - États-Unis : 23 octobre 1984
  - Royaume-Uni : 28 novembre 1984
  - France : 16 janvier 1985[2]

## Distribution
- Paul McCartney : lui-même
- Bryan Brown : Steve
- Ringo Starr : lui-même
- Barbara Bach : journaliste
- Linda McCartney : elle-même
- Philip Jackson : Alan
- Giant Haystacks : Big Bob
- Tracey Ullman : Sandra
- Ralph Richardson : Jim
- George Martin : lui-même
- John Bennett : M. Rath
- John Burgess : chauffeur
- Ian Hastings : Harry
- Marie Collett : Valérie
- Graham Dene : Voix du Disk Jockey
- Anthony Bate : le banquier
- Donald Douglas : le détective
- Christopher Ellison : le garde du corps de Rath
- Leonard Fenton : le comptable
- Jeremy Child : le directeur de la maison de disques
- Amanda Redman : le réceptionniste
- Geoff Emerick : l'ingénieur
- John Salthouse : Tom le Roadie
- Jeffrey Daniel : le robot danseur
- Gordon Rollings : le Monstre
- John Paul Jones
- Chris Spedding
- Jody Linscott
- Eric Stewart
- Jeff Porcaro
- Louis E. Johnson
- Dave Edmunds